# 아즈마 세라
아즈마 세라(일본어: 東 晟良, 1999년 8월 20일~)는 일본의 펜싱 선수로 주 종목은 플뢰레이다. 2024년 하계 올림픽 여자 플뢰레 단체전에서 동메달을 획득했으며 세계 선수권 대회에서 동메달 1개를 획득했다.